# Le Soleil (Québec)
Pour les articles homonymes, voir Le Soleil.
Le Soleil est un journal quotidien distribué numériquement chaque jour. 
Il a été publié à Québec, en papier, du 28 décembre 1896 au 30 décembre 2023. De 2020 à 2023, il est publié en papier seulement le samedi. Lorsqu'il est publié en papier, il est distribué dans la région de la Capitale-Nationale, en Beauce, dans Charlevoix et dans l'Est du Québec. Il est l'un des deux journaux quotidiens de la ville de Québec, avec Le Journal de Québec.  
Les bureaux du journal sont situés dans le quartier Saint-Roch à Québec. Il est actuellement édité par la Coopérative Le Soleil, membre du groupe de presse Coopérative nationale de l'information indépendante depuis 2019.

## Histoire

### AvantLe Soleil, L'Électeur
Le journal Le Soleil est issu du journal L'Électeur, organe officiel du Parti libéral du Canada et du Parti libéral du Québec, qui disparut en décembre 1896. Ce journal, dont on compte parmi les cofondateurs le premier ministre du Canada Wilfrid Laurier et le premier ministre du Québec Honoré Mercier, était fortement populaire avec un tirage de 12 000 exemplaires pour une ville de 70 000 habitants et comportait des textes signés entre autres par Louis Fréchette et Arthur Buies. Cependant, il déplait fortement au clergé : son directeur politique, Wilfrid Laurier, fait l'objet d'une ferveur presque idolâtre chez les canadiens-français, puisqu'il est le premier des leurs à devenir premier ministre; le journal appuiera Laurier sur la Question des écoles du Manitoba où l'éducation catholique est remise en question; il fera paraître des textes critiquant l'ingérence électorale du clergé dans la région de Charlevoix puis, finalement, publie Le Clergé canadien, sa mission, son œuvre, un controversé pamphlet de Laurent-Olivier David. Le 27 décembre 1896, l'Archidiocèse de Québec demande aux curés de ses 193 paroisses de lire en chaire la mise à l'index du journal devant les 320 000 paroissiens des diocèses de Québec, Nicolet, Trois-Rivières, Chicoutimi et Rimouski, énonçant que ses « idées malsaines et les articles perfides […] constituent un vrai péril religieux et social ».

### Première époque (1896-1956)

Logo du Soleil en 1896.

Interdit de lecture par le clergé catholique qu'il avait critiqué pour des ingérences électorales, L'Électeur est dans une mauvaise posture. Le rédacteur en chef Ernest Pacaud, qui présidait à ses destinées depuis sa fondation seize ans auparavant, se réunit avec plusieurs sommités du Parti libéral du Québec et du Parti libéral du Canada au Château Frontenac le dimanche 27 décembre 1896. Des réunions s'y tiennent toute la nuit pour décider du sort du journal afin d'éviter des cas de consciences aux lecteurs pour ainsi dire, tous catholiques. C'est lors du déjeuner le matin qu'une décision est prise : puisque c'est L'Électeur qui est mis à l'index, un nouveau journal paraîtra à sa place. Selon les propos du fils de sir Charles Fitzpatrick, présent à la rencontre, et rapportés par Jean-Charles Bonenfant et le journaliste Georges Bhérer, le journaliste de L'Électeur Ulric Barthe annonce: « Messieurs, la mort de L'Électeur, ce serait comme si le soleil ne se levait plus jamais… ». Ernest Pacaud répondra : « Messieurs, L'Électeur est mort, vive Le Soleil. ». Le lundi 28 décembre 1896 parait donc pour la première fois le journal Le Soleil, réalisé avec la même équipe et les mêmes moyens que L'Électeur.
À cette époque, le journal est vendu un sou l'unité, et l'abonnement annuel est vendu trois dollars canadiens. Le Soleil sera le premier journal canadien à publier une photo en ses pages en 1899, deux ans après la première américaine de 1897. Les premières petites annonces, les annonces classées, suivront en février l'année suivante.

Logo du Soleil en 1910.

À partir de 1903, le libéral Simon-Napoléon Parent, à la fois maire de Québec et premier ministre du Québec, est actionnaire majoritaire du journal, position qu'il obtient après la mort d'Ernest Pacaud. Son fils, Georges Parent, cédera ses parts et celles héritées de son père en 1927 à un autre membre du parti libéral, Jacob Nicol. Georges Parent et Jacob Nicol verront à la construction d'un vaste édifice pour la rédaction et les presses du journal sur la rue Saint-Vallier. Jusqu'à la décennie 1930, tout le contenu du journal sera conditionné par sa conformité aux opinions du Parti libéral, les idées libérales ne se cantonnant aux pages éditoriales qu'à partir de 1936. Cette même année, le journal L'Événement, un ancien journal concurrent, est acheté par les propriétaires du Soleil afin d'en devenir l'édition matinale; il sera rejoint par Le Journal pour devenir L'Événement-journal. Il cessera sa parution le 3 mars 1967

### Un quotidien indépendant (1957-1973)
En 1957, Le Soleil, devenu propriété de l'homme d'affaires Oscar Gilbert en 1948, cesse d'être l'organe officiel du Parti libéral pour se concentrer sur les actualités et les dossiers et devenir entièrement un journal généraliste. En 1950, le Syndicat des journalistes du Soleil et de l'Événement-Journal est fondé par la première femme journaliste francophone affectées aux affaires générales et non seulement aux pages d'intérêt féminin, Françoise Côté; le syndicat recevra son accréditation le 28 juin. En 1959, un nouvel encart apparaît dans le journal du samedi, le magazine Perspectives, première ensuite imitée par d'autres journaux canadiens francophones; Perspectives disparait en 1982. Lorsque L'Événement cesse de paraître, le colonel Gilbert se retire et lègue à ses deux fils Gabriel et Guy Gilbert les rênes du Soleil. Sous leur gouverne, le journal se modernise considérablement. Le Soleil devient le premier journal québécois à adopter la photocomposition plutôt que les caractères de plomb. Très profitable, il atteindra les 100 000 exemplaires vendus par jour dans les années 1960. Dans les années 1970, il dépasse les 150 000 exemplaires.
Au début de cette décennie, le syndicat des journalistes accompagne de menaces de grève sa volonté de renégocier la convention collective de ses membres. Les Gilbert décident de vendre le journal plutôt que de négocier et en font l'annonce en 1973. Le journal est aussitôt convoité par plusieurs hommes d'affaires, dont au premier titre Paul Desmarais, propriétaire de Power Corporation et des journaux Trans Canada (Le Nouvelliste, La Presse, La Tribune, La Voix de l'Est) et Pierre Péladeau, propriétaire de Québecor et du Journal de Montréal. Les syndicats et nationalistes s'inquiètent de la concentration de la presse que cela entraînerait dans la province (Paul Desmarais, par exemple, deviendrait propriétaire de 70 % du tirage des quotidiens francophones) et, à quelques semaines des élections québécoises, l'affaire devient politique. Le premier ministre Robert Bourassa convoque les Gilbert à son bureau et s'oppose à une transaction avec Paul Desmarais, en menaçant d'une loi spéciale, malgré la promesse d'achat déjà signée. Une grève a lieu du 7 au 11 mai 1973 et le journal n'est pas paru.

### Années 1977 à 2000

Logo du Soleil en 1971.

Paul Desmarais avait fondé en 1967 les journaux Trans Canada avec Jacques Francoeur. Les deux associés s'étaient séparés quelques années plus tard, Francoeur fondant Unimédia, qui rassemblait les journaux hebdomadaires, Desmarais conservant quant à lui les journaux quotidiens. Desmarais, écarté définitivement de la transaction lorsque Robert Bourassa convoque la Commission parlementaire sur la liberté de la presse, doit donc laisser la place à son ancien partenaire, Jacques Francoeur, qui fera l'acquisition du Soleil des frères Guy et Gabriel Gilbert par l'entremise d'Unimédia. Desmarais aura cédé son option d'achat à Francoeur, ce qui empêche Péladeau, déjà concurrent de La Presse avec Le Journal de Montréal, de contrôler le marché à Québec,,.
Les journalistes et employés de rédaction du Soleil entrent en grève le 30 août 1977, jusqu'au 8 juillet 1978, cessant toute publication du Soleil. Cette grève fera très mal au journal : perte de 30 % de sa clientèle pour un manque à gagner de 20 millions de dollars canadiens en publicité et un endettement de 6 millions de dollars pour Unimédia. Les grands gagnants seront les autres médias de Québec qui serviront d'alternative publicitaire : télévision, radio et, surtout, Le Journal de Québec de Péladeau.
En 1984, de publication du soir qu'il était, Le Soleil devient un journal publié le matin. De plus, un cahier des sports de format tabloïd est inséré dans le journal

Logo utilisé jusqu'en 2007

En 1987, le scénario de 1973 se reproduit. Unimédia est mis en vente par Jacques Francoeur, qui quitte le secteur de la presse. La vente à Power Corporation est de nouveau bloquée par le gouvernement Bourassa, et ni le groupe Lavalin, ni Cogeco, aussi sur les rangs, ne remportent la mise. C'est plutôt le groupe de presse Hollinger de Conrad Black qui prend possession du journal,. Le journal est d'abord mis sous la gouverne de Robert Normand. Une nouvelle grève secoue Le Soleil en 1992, du 22 octobre au 26 décembre. Les conséquences commerciales de cet arrêt de travail seront moins importantes : la parution n'est pas interrompue puisque seuls les journalistes sont en grève et que le contenu est produit par les cadres et autres employés. Normand est remplacé par Gilbert Lacasse en 1993, responsable d'une grande relance du quotidien en 1994. Des investissements de près de 32 millions de dollars, comprenant l'achat de Imprimerie Canada et d'une grande presse rotative permettant l'impression de 70 000 exemplaires à l'heure ainsi que le déménagement du quotidien depuis l'édifice Le Soleil sur la rue Saint-Vallier vers des locaux moins vastes et moins coûteux du chemin Saint-Louis, en plus de moderniser l'informatique de l'entreprise. La vente de l'édifice du Soleil servira à financer le lancement du National Post, journal quotidien d'Hollinger disponible à travers le Canada. La nouvelle image graphique du journal, réalisée par Lucie Lacava et lancée le 28 mars 1995, remportera plusieurs prix internationaux.

Il passera finalement aux mains du groupe Gesca (propriétaire de plusieurs quotidiens québécois), une filiale de Power Corporation de Paul Desmarais, en 2000 et rejoint ainsi d'autres journaux comme La Presse. 

Logo du Soleil en 2007.

### 2006 à 2019
Le 24 avril 2006, le journal passe au format compact, avec une nouvelle maquette mais le même contenu, afin de mieux compétitionner le Journal de Québec qui est quant à lui publié sous un format relativement semblable de style tabloïd. En 2006, son tirage était de 583 855 exemplaires vendus par semaine, soit en moyenne 77 890 exemplaires par jour de semaine, 110 446 exemplaires le samedi et 83 939 exemplaires le dimanche. Son lectorat est évalué à 231 300 individus.
En mars 2015, Gesca vend ses six quotidiens régionaux, incluant Le Soleil, à Groupe Capitales Médias, une nouvelle société créée par l'ancien ministre libéral Martin Cauchon,,.
Le 14 octobre 2015, Groupe Capitales Médias lance des applications mobiles pour Le Soleil et ses 5 autres quotidiens. Deux ans plus tard, le 3 octobre 2017, Groupe Capitales Médias lance la nouvelle version Web de ses six quotidiens.
Le 19 août 2019, l'entreprise se place à l'abri de ses créanciers. En décembre 2019, après l'approbation des créanciers du Groupe Capitales Média, Le Soleil, ainsi que les cinq autres journaux du groupe, sont vendus aux employés de Groupe Capitales Médias et deviennent dorénavant des coopératives de solidarité, regroupés au sein de la Coopérative nationale de l'information indépendante.

### Depuis 2020
À partir du 25 mars 2020, Le Soleil suspend temporairement la parution de son édition imprimée en semaine en raison de la pandémie de COVID-19. Le 12 juin, la Coopérative nationale de l'information indépendante indique que la suspension des journaux en semaine devient permanente. Le journal ne sera publié que le samedi en version papier et du lundi au samedi en version numérique.
Le 29 mars 2023 a été mentionné qu'à la fin de décembre de l'année 2023, le journal ne sera plus publié en version papier pour devenir que numérique. La dernière édition en papier paraît le samedi 30 novembre 2023 après 127 ans sous ce format.

## Ligne éditoriale

### Soutien lors des élections

#### Soutien lors des élections générales québécoises
| 1981 |  | Parti québécois,        |
| 1985 |  | Parti libéral du Québec |
| 1989 |  | Parti libéral du Québec |
| 1994 |  | Pas de soutien          |
| 1998 |  | Parti libéral du Québec |
| 2003 |  | Parti libéral du Québec |
| 2007 |  | Parti libéral du Québec |
| 2008 |  | Parti libéral du Québec |
| 2012 |  | Pas de soutien          |
| 2014 |  | Parti libéral du Québec |
| 2018 |  | Pas de soutien          |

#### Soutien lors des élections fédérales
| 1980 |  | Parti progressiste-conservateur du Canada                   |
| 1984 |  | Parti progressiste-conservateur du Canada                   |
| 1988 |  | Parti progressiste-conservateur du Canada                   |
| 1993 |  | Pas de soutien                                              |
| 1997 |  | Parti libéral du Canada                                     |
| 2000 |  | Pas de soutien, souhait d'avoir un gouvernement minoritaire |
| 2004 |  | Pas de soutien, souhait d'avoir un gouvernement minoritaire |
| 2006 |  | Parti conservateur                                          |
| 2008 |  | Pas de soutien, souhait d'avoir un gouvernement minoritaire |
| 2011 |  | Pas de soutien                                              |
| 2015 |  | Pas de soutien                                              |

#### Soutien lors des référendums
| 1980 |  |     |
| 1992 |  |     |
| 1995 |  | Non |

## Contenu

### Contenu typique
En semaine, Le Soleil contient des sections Actualités, Politique, Monde, Opinions, Affaires, Arts et Sports. L'édition du samedi contient des cahiers supplémentaires.

#### Samedi
Le samedi, une édition typique en 2007, débute par une page couverture ne contenant pas de textes mais une ou plusieurs images et des renvois vers les pages contenant les articles jugés les plus importants du jour. La section principale des actualités débute par un dossier de deux pages (p. 2 et 3) sur un sujet lié à celle-ci. Les actualités locales et canadiennes occupent les pages suivantes. Les pages 8 et 9 sont consacrées à un second dossier, suite d'une série sur un sujet donné commencé dans les éditions des jours précédents. La page 17 est consacrée aux actualités des autres régions (à l'exception de la Capitale-Nationale) couvertes par Le Soleil (Bas-Saint-Laurent, Côte-Nord, Gaspésie). À part les nouvelles plus importantes qui sont traitées dans les pages précédentes, l'actualité internationale débute à la page 18.
Les pages 20 et 21 sont les pages d'opinion du journal : elles contiennent l'éditorial, une caricature originale (André-Philippe Côté), une remarque humoristique de Stéphane Laporte, des points de vue et le courrier des lecteurs. La page 22 est consacrée au Lauréat de Québec.
Le cahier A, intitulé Arts et Spectacles, suit. Il contient des critiques de spectacles, de livres et de films, des entrevues et des reportages sur des personnalités ou des manifestations artistiques. On y retrouve également l'horaire des cinémas et des spectacles de la région et de la télévision. La chronique Par ici la sortie est en page A10. Ce cahier renferme également une section Vivre ici. Celle du dimanche est consacré à divers sujets liés à la famille. La chronique Gens de passion suit en page 13, et est consacrée à la capitale (la ville de Québec) le dimanche ; cette page contenant également l'agenda communautaire et l'horoscope. Les pages A14 à A16 sont les pages de divertissement du journal : deux mots croisés dont l'un est thématique, mot mystère, chronique scrabble, Sudoku, mots chaînés, mots-fléchés, les 10 différences, bandes dessinées La lagune de Sherman, Bébé Blues, Zits, Hagar l'Horrible, Blondinette, Earl & Mooch et Peanuts.
Les actualités se poursuivent des pages 40 à 43. Paraissent ensuite les avis de décès et les petites annonces. Les pages 48 à 59 sont consacrées aux nouvelles sportives. Certaines section régulières (Temps d'arrêt, contenant « Face à face », une comparaison point par point de deux sportifs ou équipes, « Zoom », petite section sur des sujets divers et l'horaire télé des sports ; les statistiques sportives et les résultats en pages 50 et 51) figurent dans ces pages.
L'édition du samedi du Soleil est la plus volumineuse. Le contenu typique d'une édition en 2007 est semblable à plusieurs égards à celui du dimanche. Un dossier sur l'actualité occupe les pages 2 et 3. L'actualité régionale, provinciale, canadienne et les faits les plus marquants de l'actualité internationale suivent jusqu'en page 11. Les pages 18 à 20 sont consacrées aux séries sur des familles et patronymes québécois les plus connus et sur l'histoire et la toponymie de villes de la province. La page 25 couvre l'actualité des régions de l'est du Québec. Les pages 26 et 27 sont les pages éditoriales et d'opinion (éditorial, caricature, lettres d'opinions courtes des lecteurs ou plus longues (« commentaire » et « point de vue »). La section Le monde sur l'actualité internationale suit en pages 29 à 33. Jacques Samson tiens une chronique ornithologique hebdomadaire en page 34 intitulée Oiseaux et compagnie.
Le cahier Affaires, traitant de dossier et d'actualité économique, débute en page 35. On y retrouve en outre la bande dessinée de Dilbert, les cotes de la bourse ainsi qu'une section Carrière traitant de dossiers ayant trait à l'emploi et les annonces d'offres d'emploi (p. 41 à 50). Les avis de décès suivent en pages 51 à 55.
C'est également en page 55 que débute la section sportive, contenant actualités, la chronique Temps d'arrêt ainsi que les statistiques et résultats sportifs. Les prévisions météorologiques occupent la moitié de la page 65. Maurice Dumas tient une chronique éditoriale hebdomadaire sur le sport.
Le cahier A est intitulé Arts magazine. On y couvre l'actualité des arts et spectacles en plus d'entrevues et de critiques. La section débute par une courte section de courrier d'opinion des lecteurs ayant pour titre Ce que vous en pensez. La page de critiques d'albums Sur les rayons figure en page A9. La page A11 est une page d'information sur les célébrités: Dans les coulisses de Jean-Nicolas Patoine chronique l'actualité des célébrités; la section Que sont-ils devenus? revient sur les célébrités qui ne sont plus sous les projecteurs; une section top 5 énonce un classement sur un sujet donné (par exemple, top 5 des photos de célébrités vendues en exclusivité), une section d'anecdotes et une section de citations de célébrités.
Le cahier Maison contenant des dossiers et chroniques sur la maison et la décoration compte 28 pages numérotées de M1 à M28. On y trouve en outre les statistiques des taux hypothécaires, la chronique Marché conclu donnant le prix de vente de transactions résidentielles récentes, la chronique Mémoire urbaine de Louis-Guy Lemieux expliquant les origines du nom d'une rue de Québec, la page de la chronique horticulture de Larry Hodgson puis, finalement, les pages des petites annonces concernant les propriétés et les loyers.
Le cahier Voyages, finalement, présente différents articles sur le tourisme et les voyages, sur des pages numérotées de V1 à V8. On y compte en outre deux chroniques régulières : D'où vient ce drapeau expliquant l'histoire et la provenance d'un drapeau du monde et Vos photos de voyage publiant des photos de lecteurs.

#### Semaine
Le contenu typique en semaine en 2007 est semblable à plusieurs égards à celui des samedis et dimanche. On note la présence d'un dossier dans les deux premières pages, suivies de l'actualité locale de la Capitale-Nationale et québécoise, puis une page de l'actualité locale des régions de l'est du Québec couvertes par Le Soleil : la Côte-Nord, le Bas-Saint-Laurent et la Gaspésie en page 16. Les nouvelles internationales suivent. En page 18 se trouvent la page éditoriale, où l'on retrouve également le courrier des lecteurs, la caricature quotidienne et le clin d'œil de Stéphane Laporte.
Le cahier A des Arts et Spectacles suit avec l'actualité et les critiques de manifestations artistiques, la chronique Bloc-note de Didier Fessou, les critiques cinéma (avec, en particulier, la liste des sorties en salles), la chronique Télévision de Richard Therrien ainsi que l'agenda (horaire cinéma, théâtre, spectacles/variété, musique…). Ce cahier A est complété par la section Vivre ici spécialisé le vendredi dans l'alimentation: dossier, critique de restaurant, actualités, chronique vins de Jacques Benoit. La section communautaire Gens de Passion suit en page A11. Les divertissements suivent en pages A12 et A13 : sudoku, Êtes-vous observateur?, Mots croisés, mots chaînés, horoscope, La phrase secrète, Mot mystère. Les bandes dessinées quotidiennes en semaine diffèrent de celles de la fin de semaine : Pour le meilleur et pour le pire, Ben, Garfield, Blondinette, Peanuts, Hagar l'Horrible et Les jungleries.
Le cahier Affaires débute en page 32. L'actualité économique occupe les premières pages, en plus de la bande dessinée Dilbert et des résultats boursiers. Les avis de décès et les petites annonces suivent à partir de la page 32. Les prévisions météorologiques occupent la fin de cette section en page 42. Le cahier des sports termine le journal des pages 43 à 51 (en notant la présence des statistiques en pages 44 et 45 et de la chronique Temps d'arrêt.

### Chroniques
Des chroniques régulières émaillent les éditions du journal.
- Lundi
  - Assignation libre: un cliché hors actualité d'un membre de l'équipe de photographes du Soleil.
  - Sports etc.: Jean-François Tardif reprend contact avec d'ex-athlètes
- Mardi
  - Mode: l'actualité de la mode par Josée Guimond.
- Mercredi
  - Plein air: Chronique de Jean-Sébastien Massicotte.
- Vendredi
  - Le projet clic: les meilleures photos du défi Instagram hebdomadaire du Soleil.
- Samedi
  - Autrement dit: l'actualité internationale de la semaine à travers le regard de Jean-Simon Gagné.
  - Décodage: l'analyse de la semaine politique par Jean-Marc Salvet, chef du bureau du Soleil à l'Assemblée nationale.
  - Régal et restos: des reportages «bouffe» et une critique d'un resto de la région de Qué
  - D'hier à aujourd'hui: chaque semaine, Patrice Laroche reprend à l'identique un cliché d'époque, façon de mesurer l'évolution du paysage urbain de Québec
  - Science au quotidien: Chaque dimanche, à partir de 2006, une page est consacrée à la vulgarisation scientifique d'éléments du quotidien. Une chronique de Jean-François Cliche
  - Nous, les humains: nos comportements en société, sous la loupe de Marc Allard
  - Le lauréat: Un article consacré à une personnalité de la région de Québec, sous-titré hommage à des gens d'exception de la région de Québec, en collaboration avec la télévision et la radio de Radio-Canada.

### Séries
Différentes séries d'articles ont été proposées au lecteur au fil des ans.
L'été a été l'occasion en 2005, 2006 et 2007 de présenter des séries d'articles sur les origines et les personnalités notables des familles souches liées aux 60 patronymes québécois les plus répandus.
En 2007, les samedis et dimanches, Destins croisés, une série d'articles comparées sur la vie d'individus d'âge semblable mais provenant du Québec et d'autres parties du monde ont paru dans le journal ; L'été a été l'occasion de présenter des reportages sur 7 mariages de québécois qui sortaient de l'ordinaire (style médiéval, dans un camping, etc). De plus, les dimanches sont parus une série d'articles intitulés Noms intrigantes, histoires fascinantes sur l'histoire et l'origine des noms de localités québécoises aux noms inusités: Neuville, Issoudun, Grand-Mère, Tingwick, Warwick, Alma, Tadoussac, Baie-des-Bacon, Manche-d'Épée, Oka et Lacolle.

## Principaux collaborateurs

### Chroniqueurs
- François Bourque
- Gilbert Lavoie
- Jean-Simon Gagné
- Mylène Moisan
- Richard Therrien

### Caricaturiste
- André-Philippe Côté
- Raoul Hunter

### Éditorialistes
- Brigitte Breton
- Pierre Asselin

## Hommages
- Le buste d'Oscar Gilbert, propriétaire du journal entre 1948 et 1967 est présent sur le mur de l'ancien édifice du journal de la rue Saint-Vallier. Le buste est l'oeuvre de Félix Benneteau-Desgrois[59].